# Colbie Caillat
Colbie Marie Caillat (n. 28 mai 1985 în Newbury Park, California, Statele Unite ale Americii), mai cunoscută sub numele de Colbie Caillat, este o cântăreață, textieră și chitaristă americană. Ea a devenit cunoscută prin intermediul paginii sale de pe website-ul MySpace, unde solista posta diverse interpretări. După ce a obținut un contract de promovare, cântăreața a lansat înregistrarea „Bubbly”, care a devenit în scurt timp un șlagăr la nivel mondial, fiind comercializat în peste 2,6 milioane de exemplare doar în țara natală a cântăreței. Albumul de debut al artistei, intitulat Coco, a fost lansat în vara anului 2007, primind un dublu disc de platină în Statele Unite ale Americii. Următoarele discuri single — „Realize” și „The Little Things” — au crescut popularitatea materialului de proveniență, ajutându-l să rămână în clasamentele de specialitate pentru mai multe săptămâni consecutive.
Cel de-al doilea album de studio al lui Caillat, Breakthrough, a fost lansat în august 2009, urmând să ocupe locul 1 în ierarhia Billboard 200 la doar șapte zile de la startul comercializării. Materialul a fost precedat de promovarea șlagărului „Fallin' for You”, care s-a bucurat de numeroase aprecierii și de vânzări ridicate. Pentru a crește notorietatea discului Breakthrough, solista a început un turneu de promovare. Turneul a dat roade, albumul fiind nominalizat în 2010 la Premiile Grammy la categoria „Cel mai bun album de muzică pop”. All of You — cel de-al treilea material discografic de studio al solistei a fost lansat în iunie 2011 și s-a bucurat de succes comercial, fiind promovat printr-o serie de concerte și trei extrase pe single, printre care și șlagărul „Brighter Then the Sun”, care a primit discul de platină în Statele Unite ale Americii. Un album de Crăciun, Christmas in the Sand, urmează a fi comercializat la finele anului 2012.
A vândut peste șase milioane de albume și peste zece milioane de cântece la nivel mondial. În 2009, revista Billboard a clasat-o pe locul nouăzeci și patru în topul artiștilor cu cele mai bine vândute discuri în perioada 2000 – 2009. Majoritatea cântecelor interpretate de artistă sunt compoziții proprii, muzica lui Caillat fiind construită în principal pe acustică. De asemenea, temele abordate de Caillat au fost felicitate de o serie de critici.

## Anii copilăriei și primele activități muzicale
Colbie s-a născut pe data de 28 mai 1985 în orașul american Newbury Park, aflat în statul California, părinți săi fiind Diane și Ken Caillat. Mama sa, Diane, avea o slujbă ca fotomodel înainte ca micuța Colbie să se fi născut, ea renunțând la locul de muncă pentru a se putea îngrijii în mod corespunzător de familia sa, în special de Marie și sora ei. Conform artistei, mama sa și-a petrecut o mare parte din timpul său cu ea și sora ei, acest lucru devenind „noua sa slujbă”. Tatăl interpretei, Ken Caillat era compozitor, el devenind cunoscut pentru colaborarea sa cu formația Fleetwood Mac. Colbie și-a petrecut cea mai mare parte a copilăriei în localitatea Malibu și în Comitatul Ventura, locuri în care a început să ia lecții de pian însă nu a beneficiat de suficientă inspirație pentru a continua. Acesta aspect s-a schimbat ulterior, după ce a vizualizat interpretarea lui Lauryn Hill a cântecului „Killing Me Softly” în cadrul filmului Sister Act 2. În timpul liceului, Colbie a practicat diverse sporturi acvatice, printre care înot, polo sau scufundări.
Întâmplarea a marcat o schimbare a lui Caillat în modul său de abordare al muzicii, începând să cânte o serie de piese cunoscute. Cu toate acestea, tatăl interpretei a sfătuit-o să își scrie propriile texte ale compozițiilor abordate, întrucât va obține mai mult respect din partea oamenilor și „ei se vor putea asocia cu partea din tine pe care o împarți cu ei”. La vârsta de cincisprezece ani l-a întâlnit pe compozitorul Mikal Blue, iar peste patru ani a început să ia lecții de chitară. La scurt timp cei doi au compus un prim cântec împreună.
Înainte de a obține un contract de promovare Caillat a încercat să participe la emisiunea-concurs ce se ocupa cu descoperirea de noi talente în muzică, American Idol. Ea a fost respinsă în cadrul primelor audiții susținute pentru competiție, ea nereușind să ajungă în fața juriului din care făceau parte personalități precum Paula Abdul sau Simon Cowell. Mai târziu, un pas spre afirmare a fost făcut de către o cunoștință a solistei, care a creat un profil pe website-ul My Space. În scurt timp ea a devenit o senzație în mediul online, pagina sa personală fiind vizitată de peste trei milioane de persoane, în timp ce interpretările sale au fost difuzate de peste zece milioane de ori.

## Cariera artistică

### 2007 — 2008: Debutul discografic și notorietatea mondială

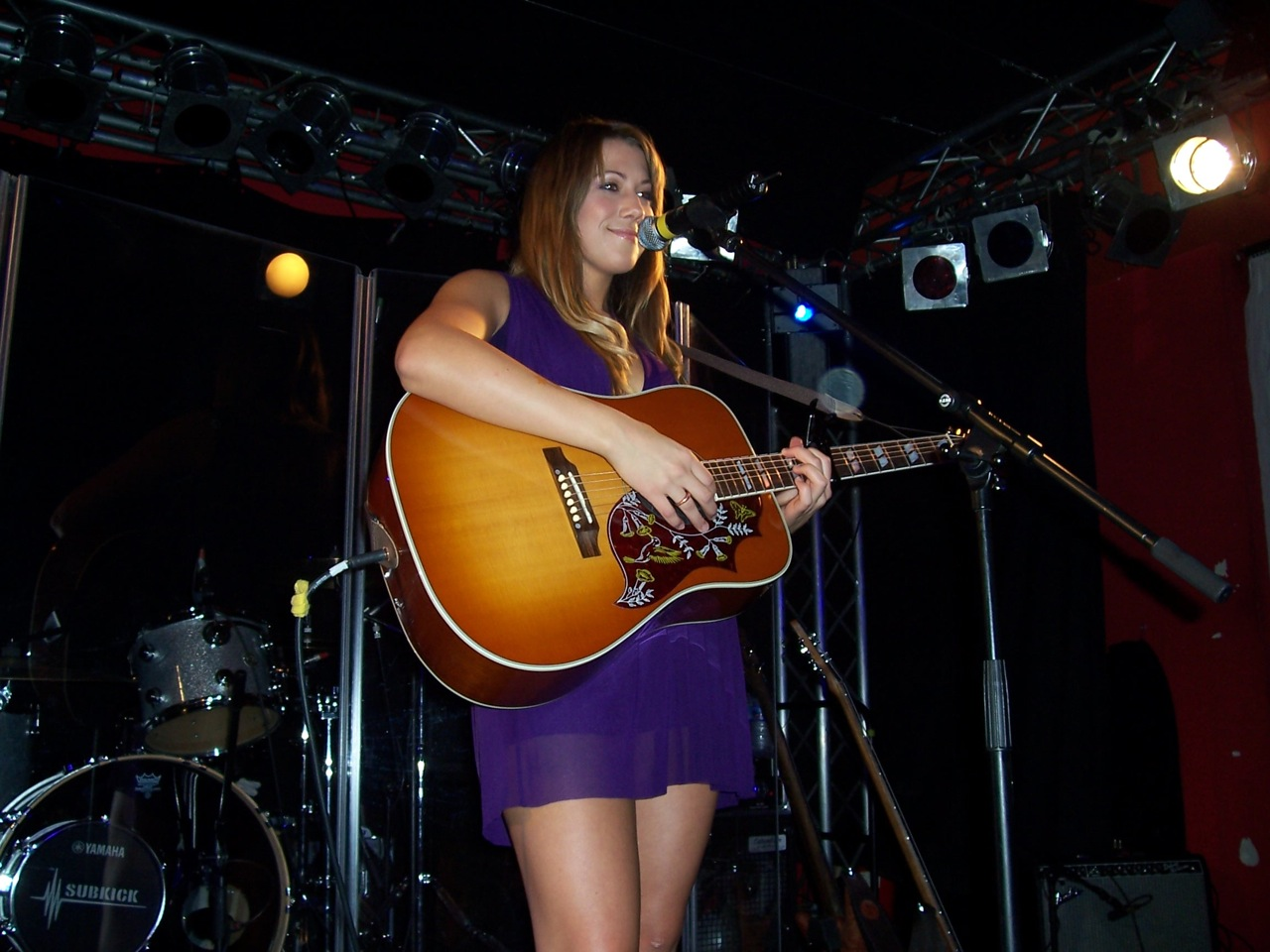
Caillat în timpul unui concert susţinut în Germania (noiembrie 2007).

În 2007 artista a acceptat să realizeze un parteneriat cu compania Universal Music Group, materialele sale discografice fiind promovate sub egida casei de discuri Universal Republic. Primul disc single al lui Caillat, „Bubbly”, a devenit un succes major în Statele Unite ale Americii, teritoriu unde s-a vândut în peste 2,6 milioane de exemplare în format digital. Reacția pozitivă întâmpinată pe teritoriul american a determinat lansarea cântecului la nivel internațional, devenind un șlagăr în țări precum Australia, Norvegia sau Republica Cehă. Pe data de 17 iulie 2007 a început comercializarea primului album de studio al solistei, intitulat Coco. Materialul a primit atât recenzii pozitive cât și critici, Slant Magazine fiind de părere că „stilul soul-acustic ce întâlnește muzica pop specifică Californiei al lui Caillat este complet inofensiv, rimele sale sunt rudimentare iar vocea sa nu este deloc specială”.
Albumul s-a vândut în peste două milioane de unități doar în țara natală a lui solistei, lucru reflectat de un dublu disc de platină. În iarna aceluiași an interpreta a lansat un disc promoțional cu ocazia sărbătorilor de Crăciun, intitulat „Mistletoe”. Compoziția a devenit una dintre cele mai cunoscute piese ale sezonului festiv 2007. Cea de-a doua înregistrare de pe Coco ce a beneficiat de o campanie de promovare și de un videoclip a fost piesa „Realize”. Deși nu s-a bucurat de același succes ca și predecesorul său, cântecul a obținut poziția cu numărul 20 în ierarhia Billboard Hot 100, concomitent activând și în listele muzicale din Canada. Ultimul single al materialului se anunța a fi „The Little Things”, înregistrare ce avea să ocupe poziții mediocre în clasamentele oficiale. Pentru această compoziție Caillat a realizat și o versiune în limba franceză, ea fiind intitulată „Ces petits riens”.
În vara anului 2008 a fost lansat un nou single în format digital, „Somethin' Special (Beijing Olympic Mix)”, inclus pe o ediție specială a discului Coco. Cântecul face parte și de pe compilația AT&T TEAM USA Soundtrack, realizată pentru a le oferi sprijin sportivilor americani care au participat la Jocurile Olimpice de vară din 2008. O altă apariție notabilă a lui Caillat pe un material străin este colaborarea cu solista de muzică country Taylor Swift. Piesa, denumită „Breathe”, a fost inclusă pe albumului Fearless, lansat de Swift în toamna aceluiași an.

### 2009 — 2010: Era «Breakthrough»

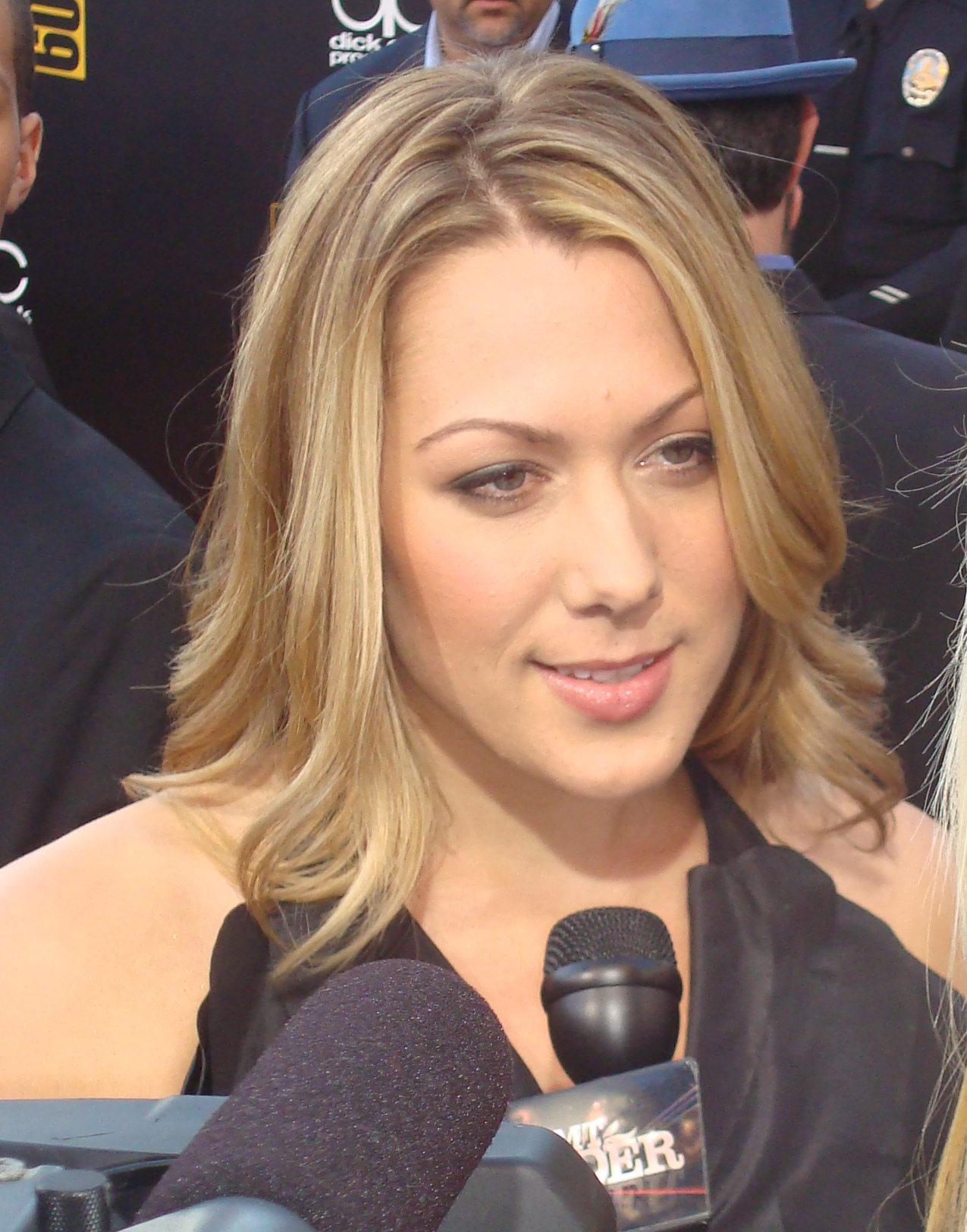
Caillat la ceremonia de decernare a Premiilor Muzicale Americane din 2009.

La începutul anului 2009 Caillat a lansat în colaborare cu interpretul american Jason Mraz cântecul „Lucky”, acesta fiind unul dintre discurile single de pe materialul lui Mraz, We Sing. We Dance. We Steal Things. Piesa a ocupat locul 1 în Portugalia timp de nouă săptămâni consecutive, însă în restul teritoriilor unde a fost promovat a câștigat poziționări mediocre. În iunie 2009 a început comercializarea cântecului „Fallin' for You”, compoziție ce anunța lansarea unui nou album semnat Colbie Caillat. Înregistrarea a devenit cel mai mare succes al solistei în Statele Unite ale Americii de la promovarea lui „Bubbly”, debutând pe treapta cu numărul 12 în principala ierarhie compilată de Billboard.
Discul pe care a fost inclusă compoziția a fost intitulat Breakthrough, el fiind lansat la finele lunii august 2009. Pentru a realiza acest album artista a colaborat cu persoane ce s-au ocupat de materialele unor artiști precum Carrie Underwood, Celine Dion sau Nelly Furtado. Solista a compus peste patruzeci de cântece pentru acest proiect, însă doar doisprezece s-au regăsit pe discul Breakthrough. Despre conceperea albumului Caillat declară următoarele: „M-am folosit de tot acest timp pentru a analiza ce s-a întâmplat și am realizat că am reușit să trec de o barieră personală, motiv pentru care am decis să îmi intitulez noul material «Breakthrough». Am venit acasă în decembrie după doi ani de turnee și promovare și am știut că trebuie să mă regăsesc. [...] Este absolut minunat să poți scrie și compune în diverse feluri cu vechii și noii prieteni”. Imediat după lansarea oficială, albumul a debutat pe locul 1 în Billboard 200 grație celor peste 106.000 de exemplare comercializate în primele șapte zile.
Aceste cifre semnifică un progres față de vânzările anticipate de experții din domeniul comercializărilor care au anunțat un debut ce avea să cuprindă vânzări de 90.000 - 100.000 de unități. Pentru a promova discul Caillat a pornit într-un turneu de promovare, acesta luând startul în septembrie 2009. La finele aceluiași an artista a primit trei nominalizări la premiile Grammy, la categoriile „Cel mai bun album pop” și „Cea mai bună colaborare pop”, la cea din urmă fiind menționată de două ori, atât pentru cântecul „Lucky”, cât și pentru „Breathe”, câștigând un trofeu pentru prima înregistrare.
A făcut parte din grupul de voce de fundal și de textieri care au colaborat la albumul Fearless al lui Taylor Swift, care a primit un premiu Grammy la categoria „Cel mai bun album al anului”.

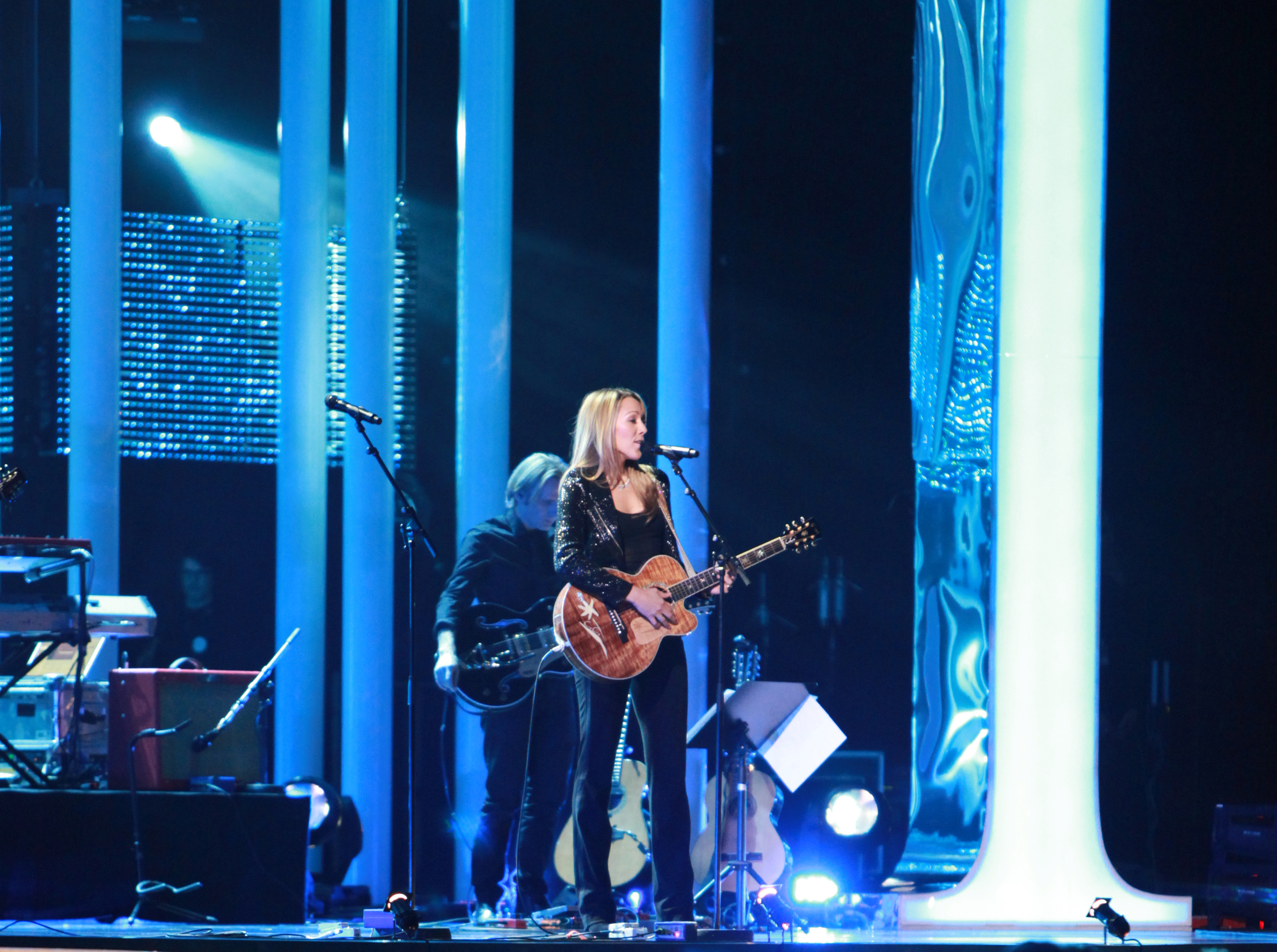
Colbie Calliat la Concertul Premiului Nobel pentru Pace din 2010.

Deși se preconiza faptul că unul dintre cântecele „Begin Again” sau „You Got Me” ar fi urmat să fie lansat ca cel de-al doilea single oficial al materialului, bucurându-se de o campanie de promovare și de un videoclip, s-a optat pentru distribuire înregistrării „I Never Told You”. În același context, cel de-al treilea disc single al albumului se dorea a fi compoziția „Fearless”. „I Never Told You” a activat notabil în Billboard Hot 100 și într-o serie de ierarhii adiționale, ajutând albumul de proveniență să obțină un disc de aur în Statele Unite ale Americii.
A lansat în decembrie 2009 două cântece de Crăciun: „Have Yourself a Merry Little Christmas” și „Merry Christmas, Baby” după cântecul formației Beach Boys. A fost desemnată de BMI drept textiera anului 2009. În iulie 2010, Caillat a cântat „God Bless America” în cadrul Major League Baseball All-Star Game 2010, iar în septembrie 2010 la meciul de deschidere al sezonului de NFL în New Orleans. În decembrie 2010 a luat parte la Concertul Premiului Nobel pentru Pace din Oslo, Norvegia, unde a interpretat cântecele „Bubbly” și „Fallin' for You”.

### 2011 — 2012: «All of You» și «Christmas in the Sand»

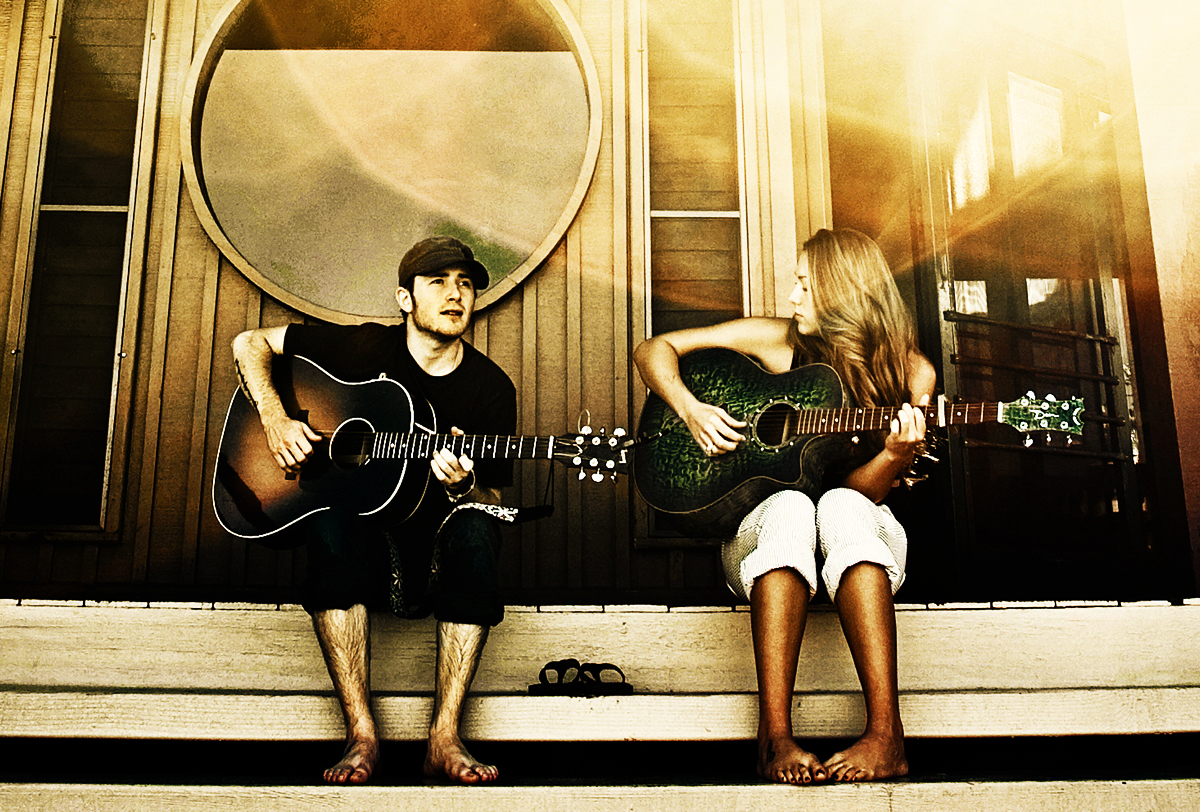
Colbie Caillat alături de Jason Reeves, unul dintre compozitorii care a lucrat la realizarea albumului All of You. Reeves a colaborat și anterior cu solista, sustinând-o încă de la începutul carierei sale artistice.

Cel de-al treilea album de studio al lui Caillat, All of You, a fost lansat în luna iulie a anului 2011. Despre material artista afirmă că încă încorporează în muzica sa elemente folosite atât în Coco, cât și în Breakthrough, însă noul disc reprezintă „un nou capitol”. Sesiunile de înregistrări pentru album au luat startul în vara anului 2010 și au fost finalizate în timpul turneului susținut în toamna aceluiași an. Campania de promovare a debutat februarie 2011, odată cu lansarea digitală a primului extras pe single al albumului, „I Do”. Cântecul s-a bucurat de succes, fiind aclamat de critici pentru tema abordată și ambianța creată, devenind și un succes în clasamente. În acest sens, compoziția a debutat în top 10 Billboard Hot Digital Songs imediat după lansare (ierarhia ce contorizează cele mai bine vândute piese din Statele Unite ale Americii) și a obținut locul întâi în lista celor mai difuzate cântece din Germania. Cel de-al doilea single al albumului a fost de asemenea lansat înaintea materialului propriu-zis, acesta fiind intitulat „Brighter Than the Sun”, ce a fost distribuit de magazinele digitale începând cu 23 mai 2012. La fel ca și predecesorul său, cântecul s-a bucurat de aprecieri din partea criticilor de specialitate și a activat notabil într-o serie de ierarhii internaționale, primind și un disc de platină pentru vânzări de peste un milion de exemplare comercializate pe teritoriul S.U.A., devenind cea de-a patra reușită de acest fel a lui Caillat după „Bubbly”, „Realize” și „Fallin' for You”. Cele două cântece au sporit popularitatea albumului de provenință, All of You, care s-a bucurat de succes în clasamentele americane la scurt timp de la startul comercializării sale. Mai precis, discul a debutat pe locul șase în Billboard 200, devenind cea de-a treia astfel de reușită a solistei și a obținut prima poziție în ierarhia celor mai bine vândute albume în format digital, grație celor peste 70.000 de exemplare. La nivel mondial discul a activat modest, ocupând poziții de top 20 doar în țări precum Canada, Elveția, Germania sau Norvegia. Recenziile au fost preponderent favorabile, după cum indică Metacritic, care a afișat o medie de 72% calificative pozitive pentru material. Caillat a apărut în al treilea episod din serialul de televiziune The Playboy Club, anulat de NBC, în rolul cântăreței din anii '60 Lesley Gore, care a fost difuzat pe data de 3 octombrie 2011. Artista a interpretat șlagărul „It's My Party”, lansat de Gore în 1963. Anunțată în distribuția serialului în august 2011, a filmat scenele în Chicago. La un an de la promovarea șlagărului „Brighter Than the Sun” a fost lansat „Favorite Song”, al treilea extras pe single al discului de proveniență, însă nu s-a bucurat de succesul predecesorilor săi, activând modest în unele ierarhii secundare americane.

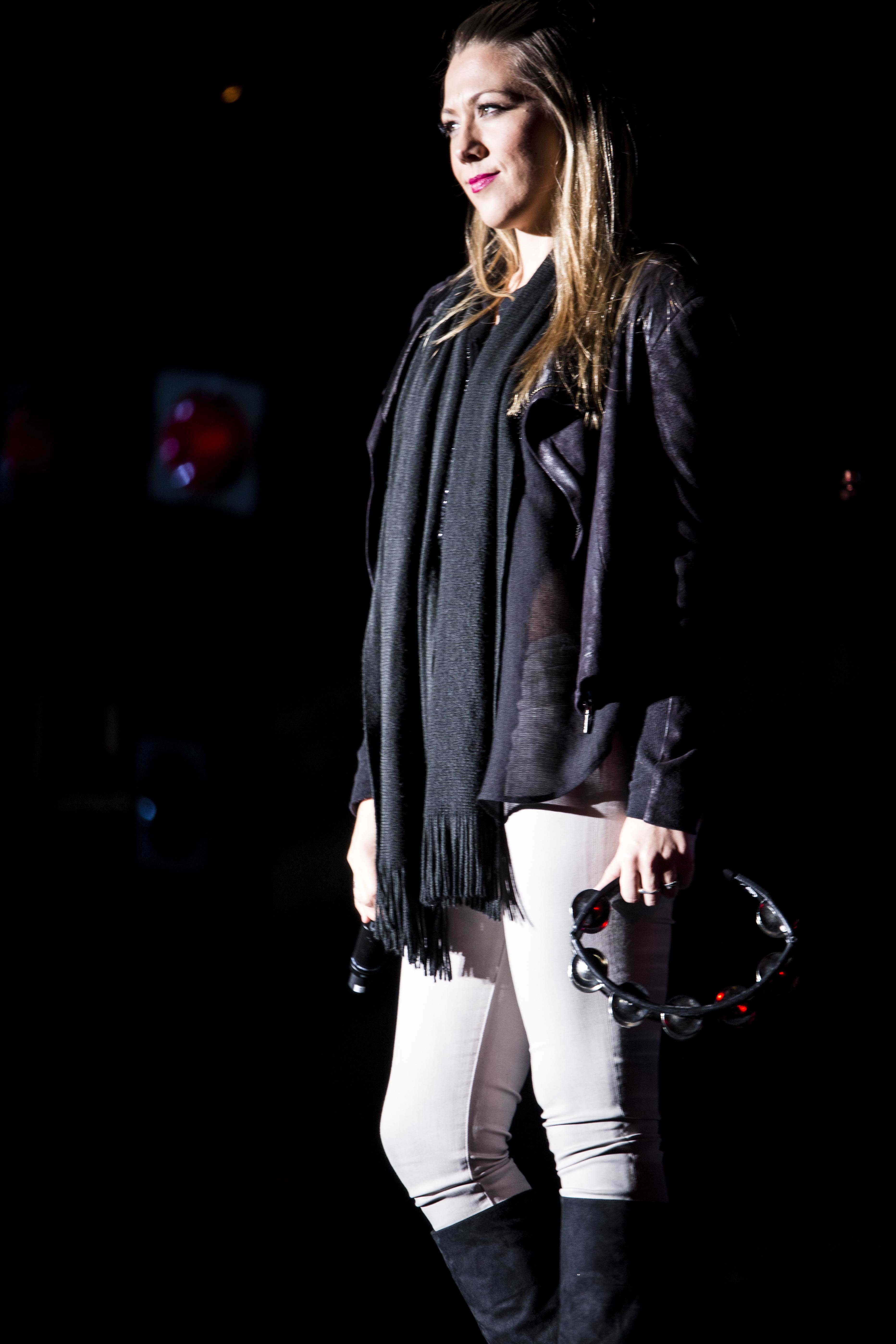
Colbie Caillat în decembrie 2014

În aceeași perioadă solista a anunțat faptul că se apropia de încheierea sesiunilor de înregistrări pentru cel de-al patrulea album de studio și primul său album de Crăciun din cariera sa, intitulat Christmas in the Sand. Acesta a declarat într-un interviu pentru Artist Direct faptul că materialul a fost înregistrat „toată primăvara și vara” și că nu a fost ciudat să înregistreze albumul în acest interval, întrucât „în California este întotdeauna cald și însorit [...] și de aceea albumul se numește Christmas in the Sand” (ro: Crăciun în nisip). Referitor la procesul creativ și inspirația din spatele proiectului, solista a adăugat că „toate cântecele pe care urma să le preiau vorbesc despre zăpadă, frig și Moș Crăciun lângă foc. [...] Am preluat piesele standard, dar am scris și altele noi [...] despre Crăciunul tropical al oamenilor din California și Hawaii”, încheind cu faptul că materialul va reprezenta un „amestec de cântece de iarnă și Crăciunul petrecut pe plajă”. Printre noile cântece care urmează să apară pe material se află „Everyday It's Christmas", „Happy Christmas", și compoziția omonimă titlului, „Christmas in the Sand”. Discul a fost lansat în America de Nord pe data de 16 octombrie 2012.

### 2013 — prezent:Gypsy Heart
În 2013, Colbie și Gavin DeGraw, au compus piesa „We Both Know” de pe coloana sonoră a filmului Refugiu pentru viață, care a fost nominalizată la Premiul Grammy pentru cel mai bun cântec scris pentru un film, televiziune sau alte medii vizuale la Premiile Grammy 2014.
Caillat a interpretat imnul național la al treilea meci al World Series 2013 dintre Boston Red Sox și St. Louis Cardinals, care a avut loc la 26 octombrie 2013.
În iulie 2014 a compus „Chasing the Sun” alături de Jason Reeves și Toby Gad pentru Hilary Duff. Acest cântec a fost lansat ca primul single de pe cel de-al cincilea album al lui Hilary Duff, Breathe In. Breathe Out.. Colbie a compus și cântecul „The Way I Was” de pe coloana sonoră The Walking Dead Soundtrack Vol. 2 - Songs of Survival inclus în varianta coloanei sonore vândută în lanțul de magazine Walmart, lansat în august 2014.
În 2015 susține un turneu alături de Christina Perri în mai multe state americane, intitulat The Girls Night Out, Boys Can Come Too, în care își promovează EP-ul Gypsy Heart, care a intrat în clasamentul Billboard Top 200 datorită single-ului principal de pe acesta, „Try”.

## Vocea, stilul muzical și influențele
Vocea posedată de Colbie Caillat este încadrată în grupul altistelor, ea fiind descrisă ca sunând „dulce ca mierea care curge peste pietre”. De asemenea, Jeff Martin de la Blog Critics susținea faptul că „vocea lui Caillat poartă un ușor accent fumuriu care complimentează cântecele compuse în mare măsură din elemente acustice”.
Muzica lui Caillat se bazează în principal pe acustică, înregistrările sale combinând elemente specifice muzicii folk și ale muzicii jazz, însă cântecele sale se înscriu în categoria celor pop. Ambele materiale discografice de studio ale soliste posedă influențe ale muzicii pop-rock. Temele abordate de interpretă în piesele sale variază, însă cea mai frecvent întâlnită este dragostea. Acest lucru este reliefat în mult aclamatul său șlagăr „Fallin' for You”, care a fost apreciat într-un mod pozitiv de majoritatea criticilor și de unii soliști de muzică ușoară, printre care Miley Cyrus sau Taylor Swift. Subiectele abordate de solistă sunt considerate mature, ea pornind de la „alungarea suferinței datorate unei relații slabe cu alcoolul în «Midnight Bottle»” și ajungând la „dezamăgirea provocată de dezintegrarea dragostei în «Battle»”. Cu toate acestea, cântăreața a fost criticată pentru faptul că temele nu sunt suficient de diversificate. Ulterior, cel de-al doilea album de studio al interpretei a primit în general recenzii favorabile, fiind considerat a fi „o colecție mai matură de cântece”.
Printre personalitățile care au influențat-o pe muziciană în alegerea unui stil propriu se numără John Mayer, Bob Marley sau Lauryn Hill, lucru dezvoltat pe primul său album, Coco. În recenzia făcută discului amintit, Jeff Martin afirma „a fost o plăcere să văd că această fată cu aspect de tânără prințesă pop are sensibilitățile muzicale ale unei cantautoare delicate”. De asemenea, solista a fost comparat cu interpreți precum Norah Jones sau Jack Johnson.

## Compunerea cântecelor

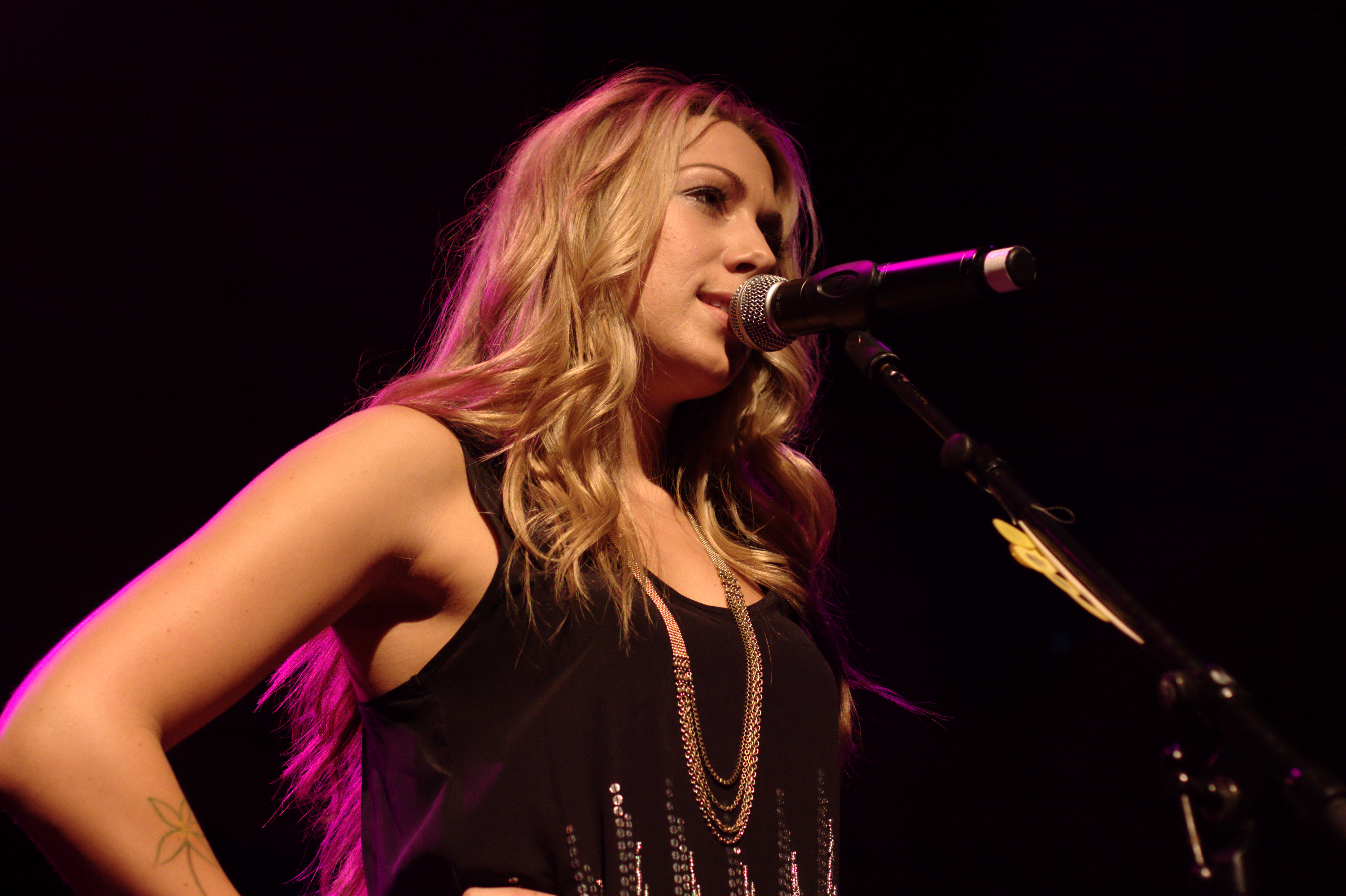
Colbie Caillat în concert în Amsterdam (2009).

Majoritatea  cântecelor interpretate de Caillat sunt compoziții proprii. Conform artistei, ea realizează textele înregistrărilor sale, uneori apelând la colaboratorii săi, Mikal Blue și Jason Reeves. Solista se declară mulțumită de conlucrătorul său Jason Reeves cu care realizează cele mai multe compoziții, afrmând despre relația dintre ei următoatele: „Este foarte greu să-ți deschizi sufletul în fața oamenilor și să îți exprimi sentimentele, dar eu pot face asta cu Jason. El a venit din LA acum doi ani pentru a-și înregistra albumul cu Mikal, producătorul nostru și din prima zi din care ne-am cunoscut am scris un cântec împreună. Suntem la fel ca fratele și sora — noi într-adevăr avem o legătură specială”. În concepția lui Caillat „un cântec minunat ar trebui să îți ridice inima, să-ți încălzească sufletul și să te facă să te simți bine”. Artista a fost gratulată pentru temele abordate în cântecele sale și pentru simplitatea lor, lucru apreciat într-un mod pozitiv de website-ul About.com.
Allmusic a felicitat materialul de debut al solistei pentru abordarea sa, recenzorul Stephen Thomas Erlewine declarând: „albumul este plin de cântece despre dragoste și viață [...]: ea cântă despre lucrurile simple, lucrurile de zi cu zi într-o manieră simplistă, permițând melodiilor sale și farmecului său specific fetei din vecini să îți umple ziua”. Caryn Ganz de la publicația Rolling Stone este de părere că artista „cântă despre permisiunea de a-și exprima sentimentele prin intermediul unei înregistrări moi construită cu ajutorul unei chitare acustice și a unui pian cu o cadență plină de viață”.

## Turnee

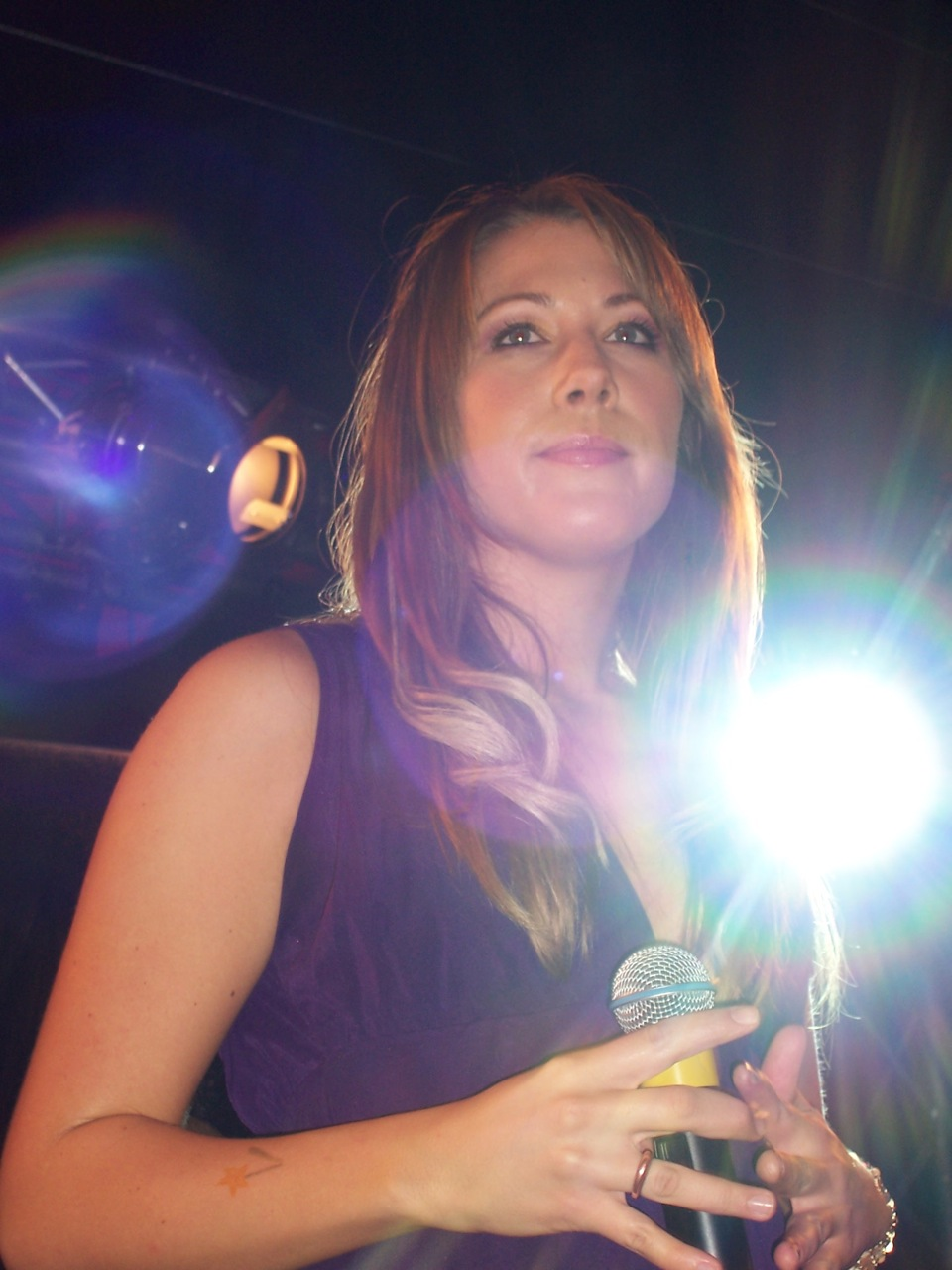
Caillat susţinând un recital în Berlin, Germania.

Primul turneu la care a luat parte cântăreața s-a desfășurat în vara anului 2007, fiind intitulat 2007 Coco Summer Tour. O ediție specială a materialului său de debut, Coco a fost lansată în urma seriei de concerte prin intermediul magazinului virtual iTunes. Colecția de piese a înregistrat vânzări scăzute, lucru reflectat de locul 176 obținut în Billboard 200.
În aceeași perioadă a anului următor, Caillat l-a acompaniat pe muzicianul John Mayer în turneul său de promovare '08 Summer Tour. Artista a participat la seria de recitaluri desfășurată cu sprijinul BlackBerry în calitate de invitat special. Din aceeași postură a asistat și solistul Brett Dennen. Cei trei au susținut concerte în peste douăzeci de locații, primul spectacol desfășurându-se pe data de 2 iulie 2008 în Amfiteatrul Marcus din orașul Milwaukee, Wisconsin. Seria de recitaluri a fost încheiată la începutul lunii august 2008 prin intermediul unui recital susținut în Houston, Texas.
Pentru a-și promova materialul Breakthrough solista a pornit un nou turneu, acesta primind aceeași denumire precum albumul de studio. Primul concert s-a desfășurat în orașul californian Anaheim pe data de 17 septembrie 2009, seria de recitaluri luând sfârșit pe 23 octombrie în statul Texas. În timpul turneului Caillat a susținut peste douăzeci de concerte într-un interval de aproape două luni. În 2011 a susținut mai multe concerte în cadrul turneului „All of You Summer Tour” în scopul promovării albumului All of You. Un nou turneu a fost anunțat simultan cu startul promovării discului single „Favorite Song” (2012), acesta fiind susținut alături de interpretul american de muzică pop Gavin DeGraw, susținut în vara anului 2012. Colaborarea cu DeGraw a fost apreciată de solistă, felicitându-l într-un interviu pe colegul său de turneu pentru talentul și personalitatea sa, asemănând grupul de concerte cu „o tabără de vară”.

## Discografie
| Albume de studio - Coco (2007) - Breakthrough (2009) - All of You (2011) - Christmas in the Sand (2012) - Gypsy Heart (2014) | Discuri EP - Coco: Summer Sessions (2007) - iTunes Session (2010) |